# بالدور فون شيراخ

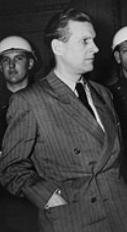
بالدور فون شيراخ في محكمة نورنبيرغ

بالدور فون شيراخ (بالألمانية: Baldur von Schirach) Baldur von Schirach كان قياديًا نازيًا ورئيسًا لمنظمة شباب هتلر، ولد في 9 مايو 1907 ببرلين وتوفي في 8 أغسطس 1974، وهو يعتبر مجرم حرب، إذ حكم عليه بعشرين سنة سجن إثر محاكمة نورنبيرغ.

## روابط خارجية
- بالدور فون شيراخ على موقع IMDb (الإنجليزية)
- بالدور فون شيراخ على موقع الموسوعة البريطانية (الإنجليزية)
- بالدور فون شيراخ على موقع مونزينجر (الألمانية)
- بالدور فون شيراخ على موقع ميوزك برينز (الإنجليزية)
- بالدور فون شيراخ على موقع قاعدة بيانات الأفلام السويدية (السويدية)
- بالدور فون شيراخ على موقع إن إن دي بي (الإنجليزية)
- بالدور فون شيراخ على موقع ديسكوغز (الإنجليزية)
- بالدور فون شيراخ على موقع قاعدة بيانات الفيلم (الإنجليزية)
- بالدور فون شيراخ على موقع كينوبويسك (الروسية)